# Quadrupôle électrostatique
Cet article concerne le quadrupôle en électrostatique. Pour le quadrupôle (ou quadripôle) en électrocinétique, voir Quadripôle.
 (novembre 2019).
Si vous disposez d'ouvrages ou d'articles de référence ou si vous connaissez des sites web de qualité traitant du thème abordé ici, merci de compléter l'article en donnant les références utiles à sa vérifiabilité et en les liant à la section « Notes et références ».

Quadrupôle électrique.

En électrostatique, un quadrupôle est une distribution de charges telle que les barycentres des charges positives et des charges négatives soient confondus.

## Analyse du quadrupôle
Soit une distribution {\displaystyle ({\mathcal {D}})} de charges {\displaystyle q_{i}} aux points {\displaystyle P_{i}}. Cette distribution {\displaystyle ({\mathcal {D}})} à support compact crée à une grande distance des charges (pour {\displaystyle r\gg a}, avec {\displaystyle a} longueur caractéristique de la distribution) un potentiel {\displaystyle V_{1}(r)}.
On définit :
- {\displaystyle {\vec {r_{i}}}={\vec {OP_{i}}}}
- {\displaystyle q=\sum _{i}q_{i}} la somme des charges
- {\displaystyle {\vec {p}}(O)=\sum _{i}q_{i}{\vec {r_{i}}}}, indépendant de {\displaystyle O} si {\displaystyle q=0}, nul si {\displaystyle O} est choisi barycentre des charges
- {\displaystyle J_{O}=\sum _{i}q_{i}r_{i}^{2}}, le moment d'inertie par rapport à {\displaystyle O}
- {\displaystyle {\hat {J}}({\vec {X}})=\sum _{i}q_{i}{\vec {r_{i}}}\wedge ({\vec {X}}\wedge {\vec {r_{i}}})}, l'opérateur linéaire d'inertie par rapport à {\displaystyle O}
- {\displaystyle {\hat {Q}}=2J_{o}X-3{\hat {J}}X}, l'opérateur linéaire quadrupolaire en {\displaystyle O}

On peut vérifier que {\displaystyle {\hat {Q}}} est de trace nulle : {\displaystyle {\textrm {Tr}}\ {\hat {Q}}=0}.
Dans le cas d'une distribution continue de charge, l'expression de la composante {\displaystyle Q_{ij}} du tenseur quadrupolaire est
{\displaystyle Q_{ij}=\int \rho \left(3r_{i}r_{j}-\|r\|^{2}\delta _{ij}\right){\textrm {d}}^{3}{\vec {r}}}, où {\displaystyle \delta _{ij}} est le symbole de Kronecker.

### Développement quadrupolaire
Théorème :
{\displaystyle V_{1}({\vec {r}})={\frac {1}{4\pi \epsilon _{0}}}\left({\frac {q}{r}}+{\frac {{\vec {p}}\cdot {\vec {u}}}{r^{2}}}+{\frac {{\vec {u}}\cdot \left({\hat {Q}}{\vec {u}}\right)}{2r^{3}}}\right)+o\left({\frac {1}{r^{3}}}\right)}, avec {\displaystyle {\vec {u}}={\frac {\vec {r}}{r}}}
En gravimétrie, ce théorème s'appelle formule de MacCullagh.

### Cas particulier: axe de symétrie
Lorsque {\displaystyle ({\mathcal {D}})} possède une symétrie de révolution, les expressions du moment quadrupolaire se simplifient et  {\displaystyle {\hat {Q}}} est diagonale.
Si on suppose la symétrie autour de l'axe {\displaystyle (Oz)}, alors la matrice des moments est {\displaystyle Q_{x,x}=Q_{y,y}=-Q_{o}/2} et {\displaystyle Q_{z,z}=Q_{o}}.
Si {\displaystyle q} n'est pas nul, on choisit {\displaystyle O} en {\displaystyle G}, et alors :
{\displaystyle V_{1}({\vec {r}})={\frac {1}{4\pi \epsilon _{0}}}\left({\frac {q}{r}}+{\frac {Q_{o}}{2r^{3}}}\cdot P_{2}(\cos \theta )\right)+o\left({\frac {1}{r^{3}}}\right)}, avec {\displaystyle P_{2}(x)={\frac {3x^{2}-1}{2}}} (3e polynôme de Legendre).
Ce théorème vaut en gravimétrie pour la Terre supposée de révolution. Dans ce cas, {\displaystyle Q_{o}=2(A-C)<0} ; l'usage est de poser {\displaystyle J_{2}={\frac {C-A}{Ma^{2}}}=1,08263\times 10^{-3}}.
Le potentiel terrestre est ainsi {\displaystyle V(M)=-{\frac {GM}{r}}+{\frac {GMaJ_{2}P_{2}(\cos \theta )}{r^{3}}}}.
Ce développement peut être poussé plus loin (développement en harmoniques sphériques; termes en {\displaystyle J_{4}} (octupolaire), {\displaystyle J_{6}}, etc.).